# Dysdera cristata
Dysdera cristata là một loài nhện trong họ Dysderidae.
Loài này thuộc chi Dysdera. Dysdera cristata được Christa Deeleman-Reinhold miêu tả năm 1988.